# Matias de Lima
Matias Rodrigues de Araujo Lima (Porto, 20 de Agosto de 1885 – Porto, 9 de Março de 1970) foi um poeta e bibliófilo que deixou quase dúzia e meia de livros de poemas e alguns em prosa.

## Biografia
Começou a publicar poesia em 1904 e editou a sua última obra poética em 1958. Residia habitualmente no Porto, mas passava largas temporadas na sua bela Casa da Capela, em Viatodos, no concelho de Barcelos.
Apesar de demonstradamente culto, não tinha alma de grande poeta criador. Precisando muitas vezes dum referente espacial, os seus textos têm não raro um interesse bairrista ou então falam-nos dos espectáculos ou reflexões que as suas viagens lhe proporcionavam.
Assim evoca Lemenhe, terra dos seus pais e certamente da sua infância, Viatodos, Vila Nova de Famalicão, Barcelos, Monte de Fralães, o Porto, o Gerês, Paris, recantos da Itália, etc. Noutros poemas contudo há menos descritivismo e a sugestão exterior é apenas motivo para voos mais intensamente líricos.

## Obras poéticas
- Canções
- Flores do Monte
- Sol do Coração
- Pela Pátria!
- Vergel Florido
- Medalhões Nacionais
- Luar de Sonho
- Raça Heróica
- Alma Dispersa
- Dor Eterna
- Gerez
- Penumbra
- Conversando com as Serras
- Rio Douro
- Sonetos e Sonetilhos

## Obras em prosa
- A Vida e o Amor
- Super-libros Portugueses Inéditos
- A Encadernação em Portugal
- Impressões de Espanha
- Encadernadores Portugueses